# 글리제 75
글리제 75는(HR 511)은 분광형 K0V의 오렌지색 왜성으로 카시오페이아자리에 있으며, 지구에서 32.5광년 떨어져 있다.
이 별은 태양과 나이가 거의 비슷한 것으로 관측되었으며, 운동 성군에는 속하지 않은 것으로 드러났다. 이 별의 스펙트럼에는 특이한 칼슘 II의 방출선이 보이며, 태양보다 많은 엑스선을 방출한다. 따라서 이 별은 같은 분광형대에 비해 상대적으로 활발한 채층 활동을 보이는 별이다. 철 함량 [-0.02]에 의하면 이 별의 중원소 함량은 태양과 거의 같다.

## 같이 보기
- 가까운 밝은 별
- 오렌지색 왜성